# 130319 Danielpelham
130319 Danielpelham este o planetă minoră (asteroid), cu un diametru de 5,692 km, din centura de asteroizi. A fost descoperită pe 2 martie 2000 la Catalina Station⁠(d) de Catalina Sky Survey. 
Obiectul prezintă o orbită caracterizată de o semiaxă mare de 3,1026072253491 UAi, o excentricitate de 0,17, o înclinație de 9 ° în raport cu ecliptica.